# ウンベルト・ヴェロネージ
ウンベルト・ヴェロネージ（Unerto Veronesi、イタリア語発音: [umˈbɛrto veroˈneːzi; -ˈneːsi] ; 1925年11月28日 - 2016年11月8日）は、イタリアの腫瘍学者、医師、科学者、政治家（保健大臣歴任）であり、50年以上にわたるキャリアを通じて乳がんの予防と治療に貢献したことで国際的に知られており、乳がんにおける手術法である乳房温存法や、センチネルリンパ節生検などの手術法の開発。またヨーロッパ腫瘍学研究財団を創設した。

## 生涯

### 初期の人生と教育
ミラノ生まれ。家族はカトリックであったが不可知論者となり、腫瘍学を学んでいく内に神の存在に否定的になったようである。1951年、ミラノ大学手術専門に学び、卒業。1956年、パヴィア大学卒業。1991年にレオポルド・グリフエル賞、2003年にキング・ファイサル国際賞受賞。

### 科学的キャリア
イギリスとフランスに滞在後、国立がん研究所にボランティアとして参加し、1975年にディレクターとして関与した。1965年、AIRCがん研究協会の創設に携わる。1973年から1980年に、乳房温存手術法に関する研究を行い、1981年に発表した。
従来乳がんに対して、乳房を切除し再建する方法が取られていたが、乳房温存手術法が同等の結果が出ることが証明されたことにより、徐々に浸透していった。
1993年、センチネルリンパ節技術を開発。センチネルリンパ節はがん細胞が最初に転移するリンパ節と考えるため、手術時にセンチネルリンパ節を切除して、術中に転移の有無を病理学的に調べる手法で、乳房温存手術法の切除部分さらなる局所化としての手術である。
1994年、ヨーロッパ腫瘍学研究財団を創設。自身が倫理的な菜食主義であるため、動物を使った実験などにはかなり慎重な態度をとる。また所員には菜食主義を進めた。術中照射で放射線治療（radioterapia intraoperatoria）に革命を起こし、小型で可動性のある放射線治療装置の組み立てに成功したことにより可能になった。
物理学の名誉学位は「イタリアの保健物理学に与えられた基本的な貢献、特にレーザー手術分野での先駆的な活動と、電離粒子ビームによる抗癌治療のための高度で革新的な技術の開発に関連した学位」。
2011年『なぜ私たちは菜食主義者でなければならないのか』を執筆。植物は神経がないため痛みを感じないというのも主張の一つ。もともとは倫理的な菜食主義者であったが、肉食を食べなくても必要なエネルギーは摂取が可能で、さらに世界の人口増加に合わせた食料を増加させる際、牧畜は二酸化炭素など多くの環境負荷が高い物質を排出する危険性などを述べている。

### 政治的キャリア
2000年、アマト・ジュリアーノ内閣の保健大臣として2001年まで就任。アマト・ジュリアーノは沖縄サミットに参加している。保険大臣としては、公共の場所で喫煙を制限する規則など反喫煙運動に精力的に働いた。

## 倫理観
何年にもわたって、ヴェロネージはインタビュー、テレビ討論、そして彼の本の中でいくつかの倫理的問題についての見解を公に表明してきた。
2005年、『死ぬ権利：苦しみに直面した素人の自由』を執筆。インフォームド・コンセントとリヴィング・ウィルと安楽死の推進者であり、特にがんの治療において死をどのように受け入れるか考えることが根底にあり、死とは生物の必然的な事と考えていた。